# Dendrit (kristall)

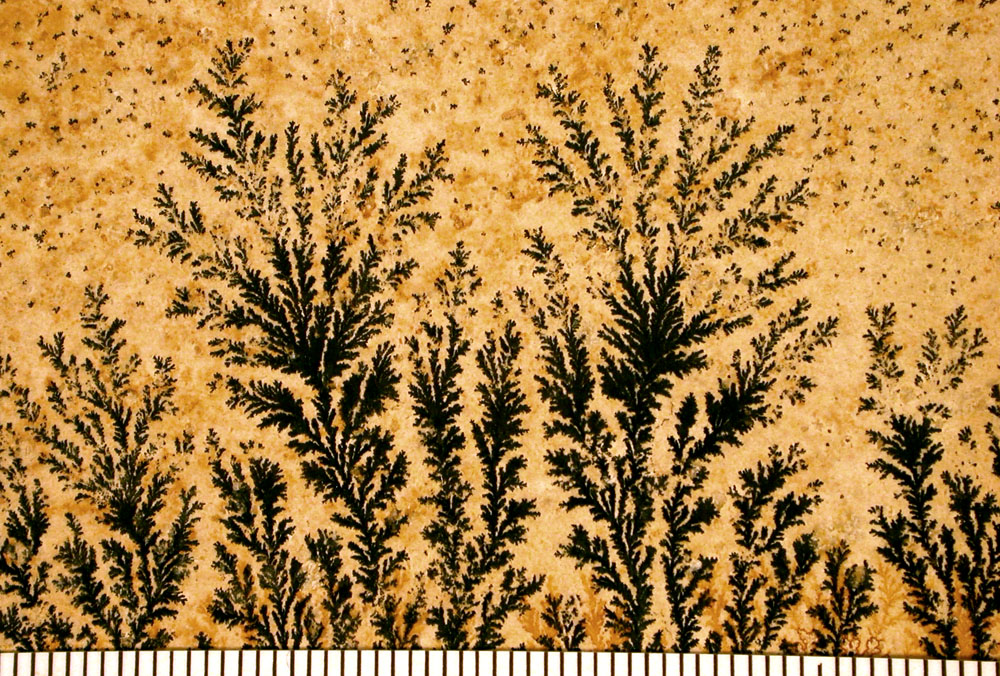
Dendriter av manganoxid på kalksten.

Dendriter är kristaller som kan likna träd, ormbunkar eller mossa. De kan bildas på ytor av bergarter eller mineral eller vid stelnandet av metaller eller legeringar. Hos bergarter uppstår dendriter vanligen på skikt- eller sprickytor hos sedimentära bergarter och består oftast av oxider som järn- eller manganoxider. Hos mineralet kalcedon förekommer ibland dendriter, dessa varianter av mineralet kallas mossagat och trädagat.
Dendriter är en sorts pseudofossil.

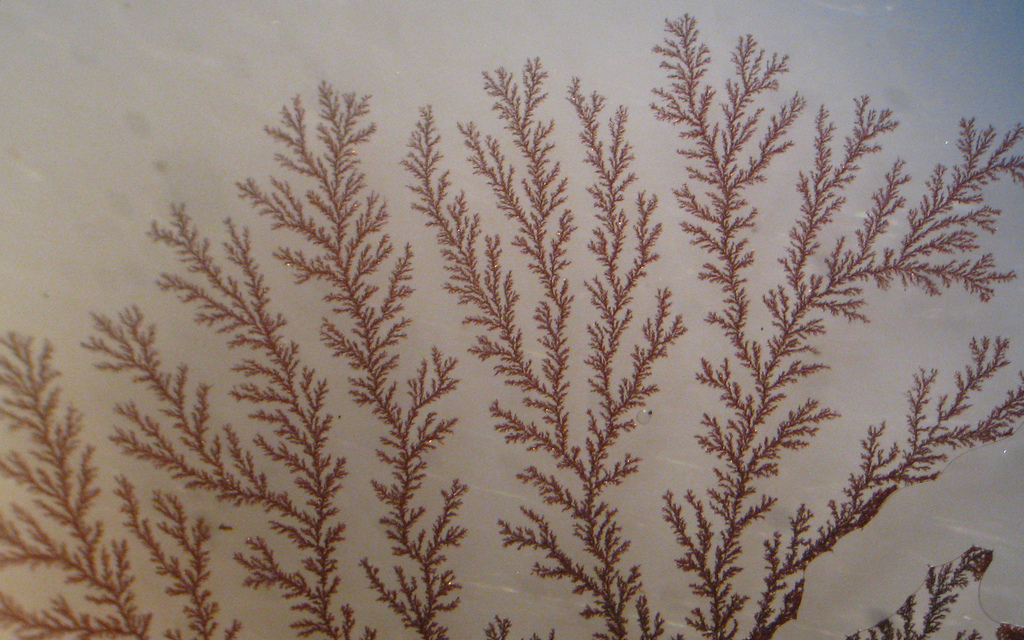
Dendritiska kopparkristaller.
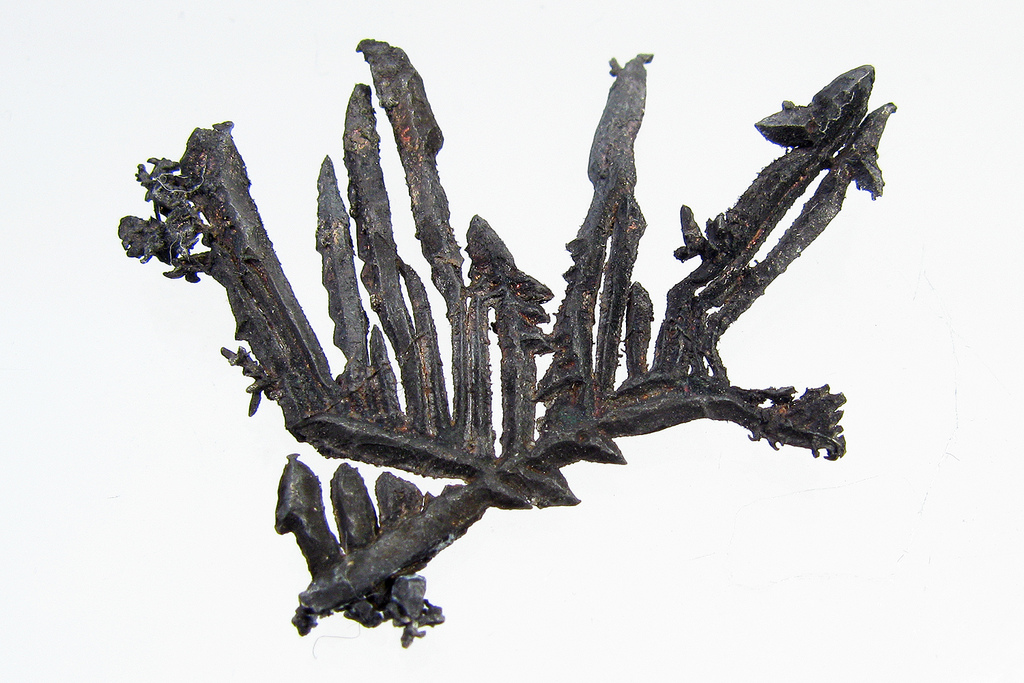
Naturlig dendritisk silverkristall från Batopilas i Chihuahua, Mexico.
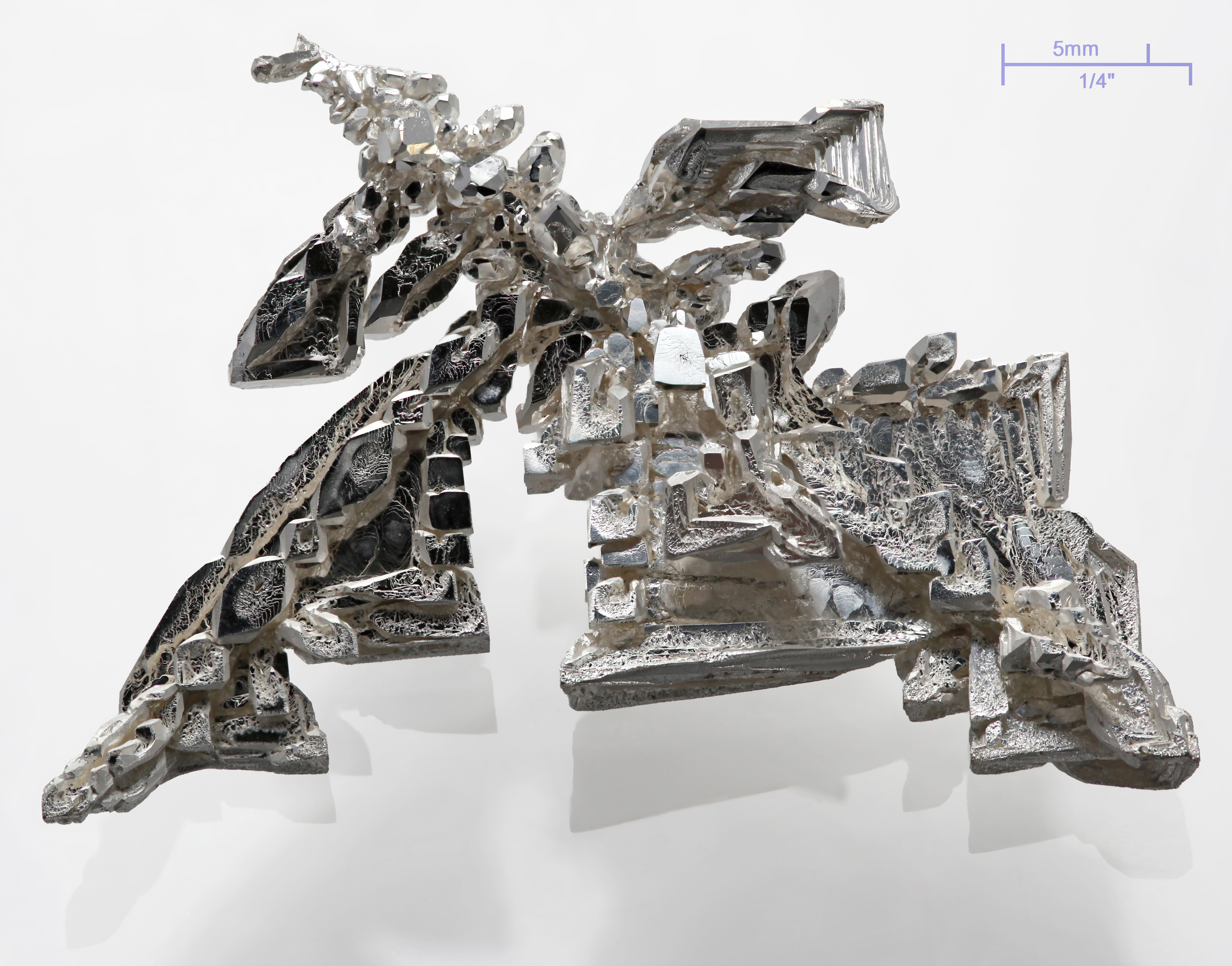
Konstgjord dendritisk silverkristall.
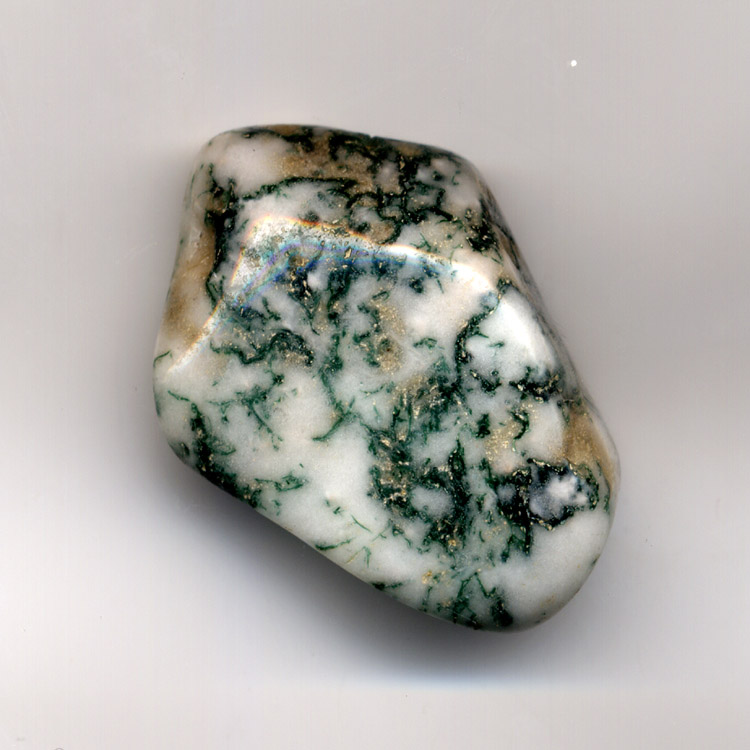
Mossagat